# Avalon Interactive
Avalon Interactive was een verdeler van computerspellen.  Het bedrijf is het resultaat van de samensmelting van Virgin Interactive en Titus Software in 1999, hoewel de naamsverandering pas op 1 juli 2003 werd doorgevoerd.  Het bedrijf bracht spellen op de markt voor PC, Game Boy Advance, PlayStation 2, GameCube en Xbox.
Het moederbedrijf Titus Interactive ging bankroet in januari 2005 met een schuld van 33 miljoen euro. De activiteiten van Avalon Interactive werden hetzelfde jaar stopgezet.